# Polynesia

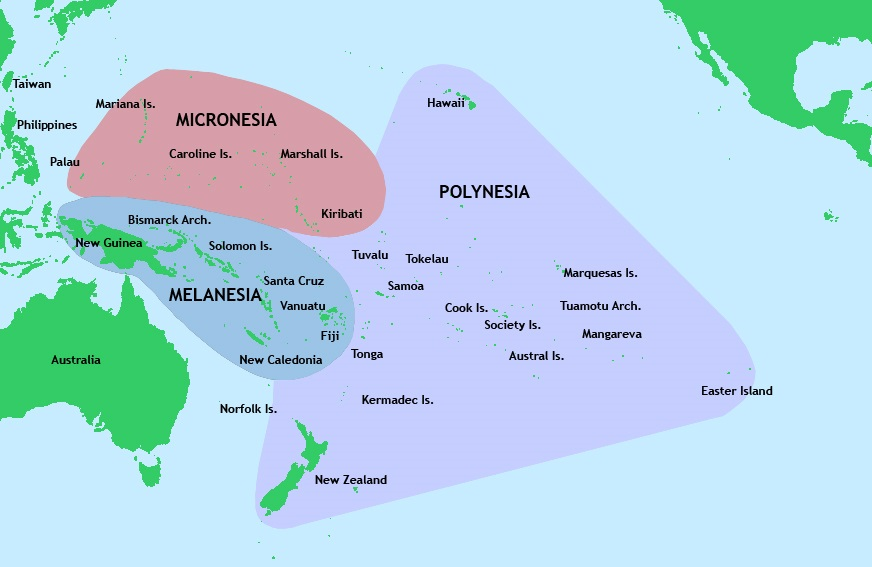
Bản đồ các quần đảo Polynesia trên Thái Bình Dương.

Polynesia (tiếng Việt: Pô-li-nê-di hay Đa Đảo hay Nam Đảo) là một phân vùng của châu Đại Dương, gồm khoảng trên 1.000 đảo ở phía trung và nam Thái Bình Dương. Dân cư Polynesia có những nét tương đồng về nền văn hoá, ngôn ngữ và tín ngưỡng. Thuật ngữ "Polynesia" được Charles de Brosses, một nhà văn người Pháp, sử dụng lần đầu tiên vào năm 1756, và ban đầu dùng để chỉ tất cả các đảo trên Thái Bình Dương.

## Tên gọi
Tên gọi Polynesia trong tiếng Anh (và Polynésie trong tiếng Pháp) xuất phát từ tiếng Hy Lạp: πολύς "polus" nhiều + νῆσος "nēsos" đảo. Thuật ngữ Polynesia được Charles de Brosses, một nhà văn người Pháp, sử dụng lần đầu tiên vào năm 1756, và ban đầu dùng để chỉ tất cả các đảo trên Thái Bình Dương.

## Các vùng lãnh thổ chính
| Quốc gia hoặc phụ thuộc            | Ghi chú                                               |
| ---------------------------------- | ----------------------------------------------------- |
| Tonga                              | Quốc gia độc lập                                      |
| Samoa thuộc Mỹ                     | lãnh thổ chưa hợp nhất của Hoa Kỳ                     |
| Quần đảo Cook                      | Nhà nước tự quản trong liên kết tự do với New Zealand |
| Đảo Phục Sinh                      | Tỉnh và lãnh thổ đặc biệt của Chile                   |
| Polynesia thuộc Pháp               | Xứ hải ngoại thuộc Pháp                               |
| Hawaii                             | Một bang của Hoa Kỳ                                   |
| New Zealand                        | Quốc gia độc lập                                      |
| Niue                               | Nhà nước tự quản trong liên kết tự do với New Zealand |
| Đảo Norfolk                        | vùng lãnh thổ Úc                                      |
| Quần đảo Pitcairn                  | Lãnh thổ hải ngoại thuộc Anh                          |
| Samoa                              | Quốc gia độc lập                                      |
| Tokelau                            | Lãnh thổ hải ngoại thuộc New Zealand                  |
| Tuvalu                             | Quốc gia độc lập                                      |
| Wallis và Futuna                   | Cộng đồng hải ngoại thuộc Pháp                        |
| Bản mẫu:Country data Rotuma Rotuma | Phụ thuộc Fiji                                        |

Quần đảo Lau, Quần đảo Phoenix và Quần đảo Line, hầu hết trong số đó là một phần của Kiribati, không có khu định cư vĩnh viễn cho đến khi là thuộc địa Châu Âu, nhưng đôi khi cũng được coi là bên trong tam giác Polynesia.